# Il maestro delle ombre
Il maestro delle ombre è un romanzo di Donato Carrisi del 2016. È il terzo libro con protagonisti il sacerdote Marcus della Penitenzieria Apostolica e la poliziotta Sandra Vega.

## Trama
Marcus sta per soccombere a un misterioso serial killer, ma fortunatamente (seppure colto da amnesia) si salva e per ordine del Cardinal Erriaga "ripulisce" la scena di uno squallido caso di morte accidentale tra le mura vaticane. Nella stanza della vittima Marcus trova un legame con il suo aguzzino e durante le indagini incontra di nuovo Sandra. La donna è stata costretta a investigare su un orrendo omicidio rituale al quale ne seguiranno altri legati proprio al penitenziere.
Su tutto incombe un minaccioso blackout mal programmato che potrebbe riportare Roma a un nuovo medioevo proprio durante una catastrofica piena del Tevere.

## Personaggi
- Marcus: ha due identità distinte: la prima è quella di penitenziere con un grande talento investigativo; la seconda è quella di un serial killer trasformista. è innamorato di Sandra.
- Sandra Vega: agente della polizia di Roma, esperta di foto-rilevazioni. Suo marito è stato ucciso, ha perso anche l'uomo con il quale voleva rifarsi una vita e segretamente è innamorata di Marcus.
- Battista Erriaga: cardinale e "Avvocato del Diavolo".

## Edizioni
- Donato Carrisi, Il maestro delle ombre, Longanesi, 2016, ISBN 978-88-3043-9412.
- Donato Carrisi, La trilogia di Marcus, il cacciatore del buio, collana I Grandissimi TEA, TEA, 2020, ISBN 978-88-502-5755-3.